# 4153 Roburnham
4153 Roburnham је астероид главног астероидног појаса са средњом удаљеношћу од Сунца која износи 3,140 астрономских јединица (АЈ).
Апсолутна магнитуда астероида је 12,1.